# Rote (arméförband)
För andra betydelser, se Rote.
Rote är den minsta militära avdelningen i en formation eller ett militärt förband, och utgörs i infanteriet av de bakom varandra stående männen i de olika leden. Från 16 man i den makedoniska falangen, 6 man i Gustav II Adolfs brigaduppställning, sedan fyra och tre man och vid 1900-talets början hade rotens storlek minskat till två man. Främste mannen i roten kallades överrotmästare och mannen längst bak underrotmästare. I den svenska armén bestod en rote länge av 6-10 man under befäl av en rotemästare där fyra rotar bildade ett korpralskap.

## Rotar i den svenska armén vid sekelskiftet 1900
I det svenska kavalleriet behölls benämningarna överrotmästare och underrotmästare in på 1900-talet. Vid infanteriet var däremot benämningarna förste man för det första ledets man och andre man för mannen i det andra ledet. 
Rotarna indelades i udda och jämna. En jämn och en udda rote bredvid varandra benämndes ett rotepar. Om en man saknades i någon rote, kallades roten blindrote. Riktrote kallades den rote eller det befäl, på vilken rättningen togs. Rotevis-vändning var vid kavalleriet den vändning, då varje karl för sig vände på den plats han innehade. Rotekolonn kallades den formering vid trupp till fots, som uppkom efter vändning åt ena sidan, varefter roteutryckning eller dubblering av rotar skedde. Rotekolonn var infanteriets vanliga marschordning. Rotevis-kolonn kallades vid infanteriet den formering, som uppkom, då bataljonens båda flyglar ställdes i flankställning bredvid varandra med första ledet utåt. Den sistnämnda formeringen avskaffades 1889.

## Flyg- eller fartygsformation
Ordet rote används idag i svenska språket som militär term, avseende en formering av två stridsenheter, exempelvis två flygplan eller fartyg. Motsvarande tyska ord rotte innebär två eller tre stridsenheter.